# Nakhon Ratchasima
Nakhon Ratchasima (tailândes: เมืองนครราชสีมา), também chamada de Korat, é a terceira maior cidade da Tailândia e a capital da província de Nakhon Ratchasima e do distrito de Nakhon Ratchasima, no nordeste do país. Em 31 de maio de  2007, a cidade possuia 147.437 habitantes.

## História
Antes do século XIV, a área de Nakhon Ratchasima estava sob a soberania do império Khmer, sendo conhecida como Angkor raj, Nokor Reach Seyma ou Nokor Reach Borei e Koreach. Phimai, ao norte, era provavelmente mais importante.
O rei Narai de Ayutthaya, no século XVII, ordenou que uma nova cidade fosse construída no local para servir como reduto na fronteira nordeste de Ayutthaya. Nakhon Ratchasima foi posteriormente mencionada, nas crônicas e documentos legais siameses, como uma cidade "de segunda classe" do Reino de Ayutthaya. Um governador real governou a cidade de maneira hereditária.
Depois que a fase final do reino Ayutthaya terminou, com sua completa destruição pelos birmaneses em 1767, um filho do rei Boromakot tentou estabelecer-se governante em Phimai, dominando Korat e outras províncias do leste. O rei Taksin, do Reino de Thonburi (1768–1782) enviou dois de seus generais, irmãos Thong Duang e Boonma, para derrotar o príncipe, que foi executado em 1768. Thong Duang mais tarde se tornou o rei Rama I do reino, e Korat se tornou seu estratégico. reduto na fronteira nordeste para supervisionar os estados tributários do Laos e do Khmer.

## Atentado
Ver artigo principal: Home Rule
Um soldado matou pelo menos 29 pessoas e feriu 57 em um massacre em quatro locais na cidade tailandesa de Nakhon Ratchasima, em 8 de fevereiro de 2020. Após se esconder pela madrugada do dia 09 de fevereiro, em um shopping, foi morto pela polícia, no conflito.

## Galeria

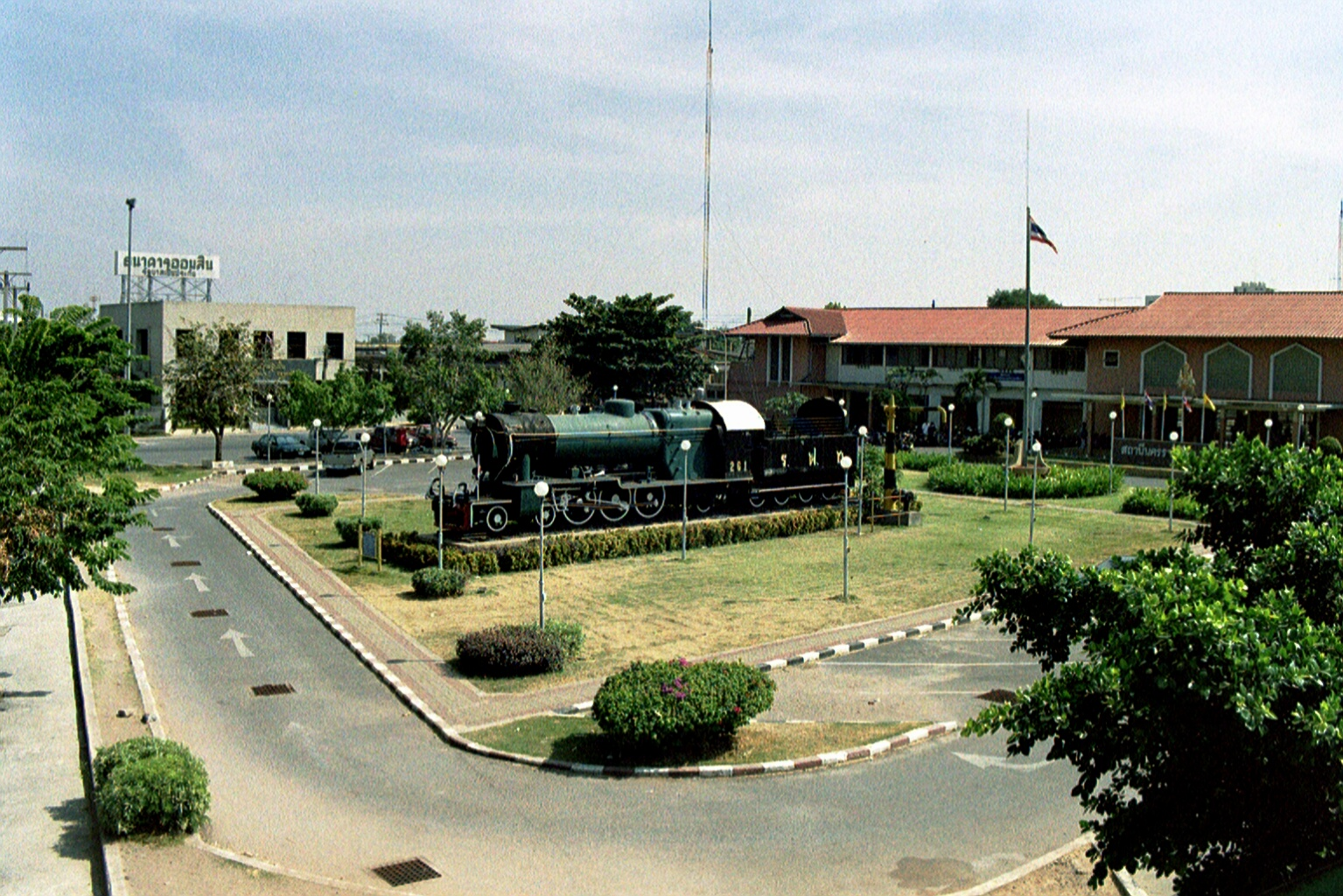
Estação de trem de Nakhon Ratchasima
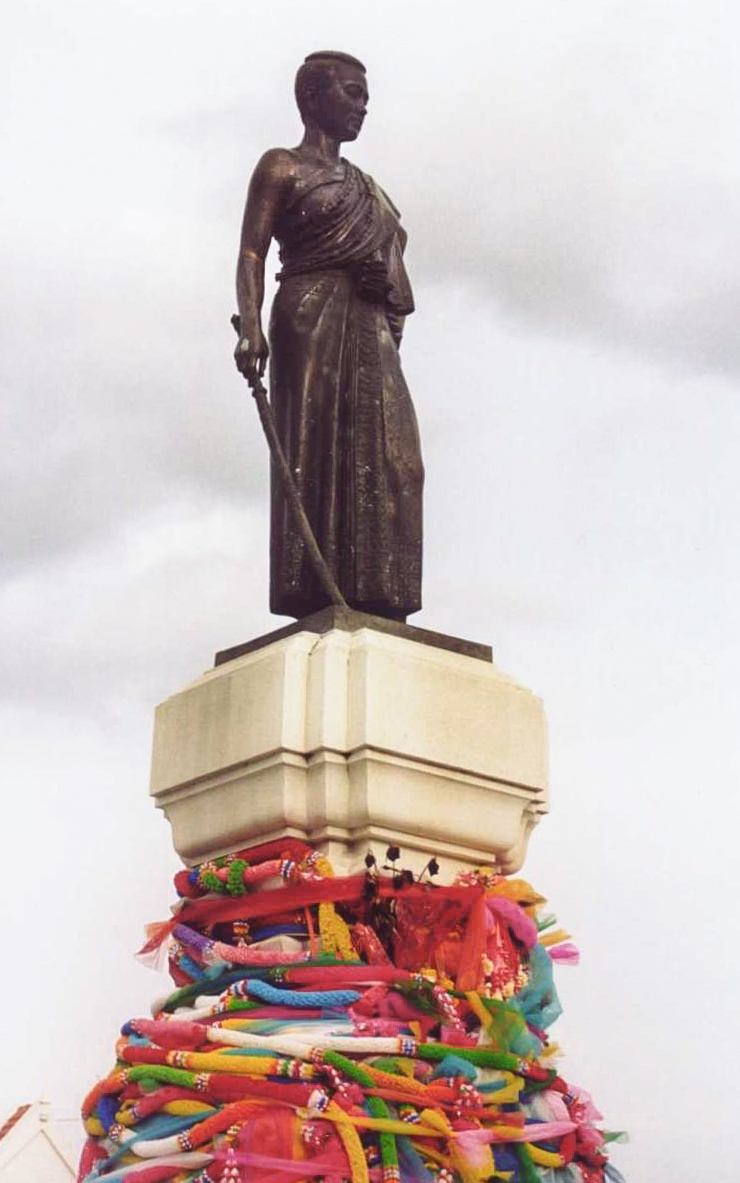
A estátua de Thao Suranaree (ou Khun Ying Mo) marca o centro da cidade. Está localizada entre a cidade antiga a leste e a cidade moderna a oeste